# Gaishardt (Bissingen)
Gaishardt ist ein Gemeindeteil von Bissingen im schwäbischen Landkreis Dillingen an der Donau in Bayern. Das Pfarrdorf wurde am 1. Juli 1971 in den Markt Bissingen eingegliedert. Er liegt zwei Kilometer südwestlich von Bissingen am Talhang des Sinnenbaches, eines Zuflusses der Kessel. Die höchste Höhe beträgt 495 m.

## Geographie
Gaishardt besteht aus zwei Weilern, die seit dem 16. Jahrhundert als Obergaishardt (mit der Kirche) und Untergaishardt bezeichnet werden. 

## Geschichte
Der Ort ist vermutlich eine Rodungssiedlung, er wurde erstmals 1234 genannt. Aus dieser Zeit ist ein niederes Adelsgeschlecht mit „Heinricus de Gaishardt“ bezeugt. Das Kloster Heilig Kreuz in Donauwörth besaß um 1250 zwei Höfe im Ort. Seit dem Spätmittelalter gehörte der Ort zur Herrschaft Hohenburg-Bissingen.

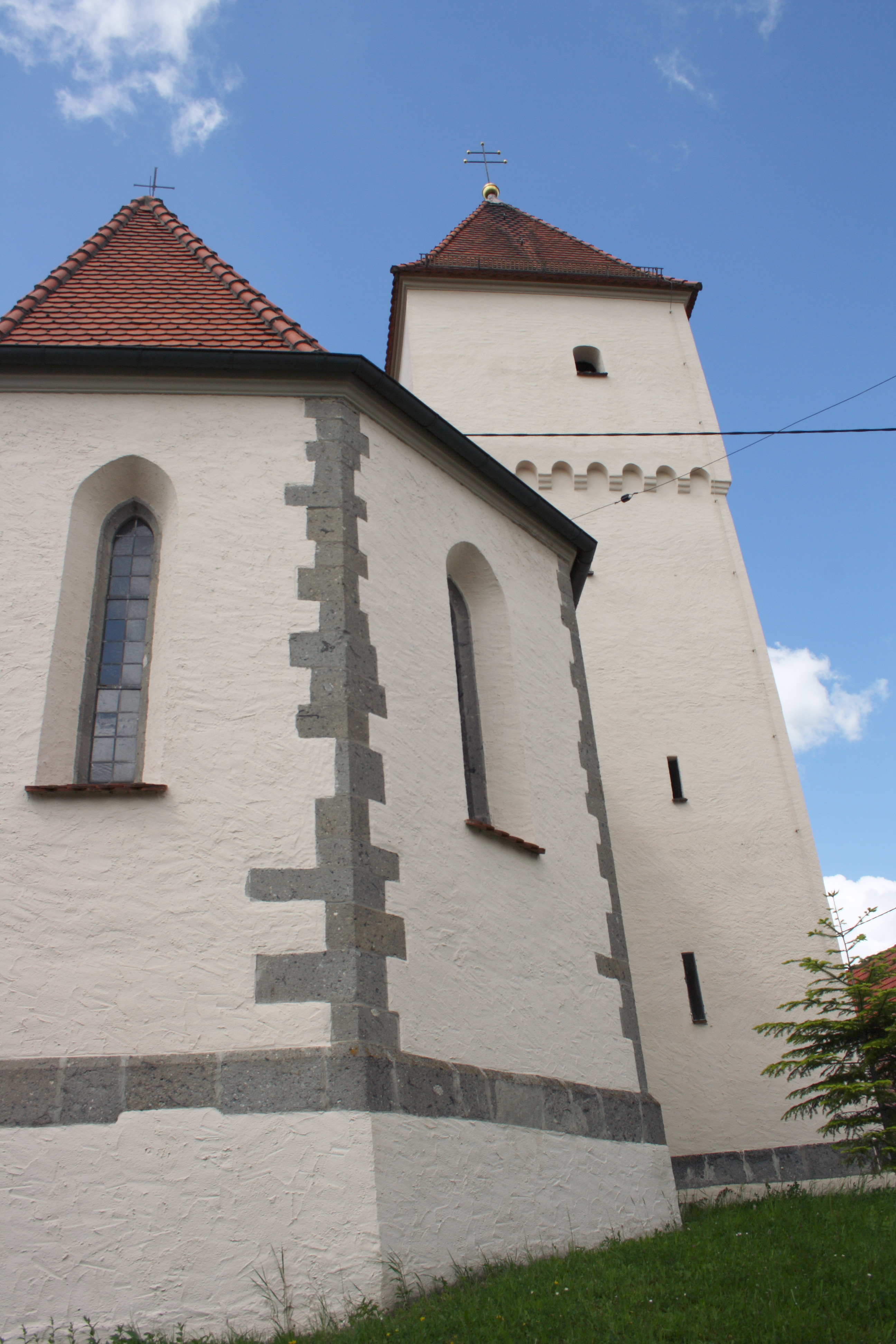
St. Vitus und Rochus in Gaishardt

## Religionen
Bis 1455 war Gaishardt Sitz einer Pfarrei, dessen Gründungszeit nicht nachgewiesen werden kann. Nach 1455 gehörte der Ort zur Pfarrei Bissingen, der er auch heute noch angehört. In Obergaishardt steht die Filialkirche St. Vitus und St. Rochus, deren Langhaus wohl aus dem 13. Jahrhundert stammt. Der Turm und der Chor wurden um 1450 errichtet.

## Bevölkerungsentwicklung
- 1840: 133 Einwohner
- 1875: 100 Einwohner
- 1939: 071 Einwohner
- 1950: 094 Einwohner
- 1961: 080 Einwohner[3]
- 1970: 069 Einwohner[3]
- 1980: 062 Einwohner
- 2000: 060 Einwohner
- 2017: 054 Einwohner